# Horowhenua-Kapiti Rugby Football Union
Pour la HKRFU, ancienne abréviation de la Fédération hongkongaise de rugby à XV, voir Fédération hongkongaise de rugby à XV.
Maillots
Dernière mise à jour : 27 octobre 2015.
La Horowhenua-Kapiti Rugby Football Union est une fédération provinciale de rugby à XV néo-zélandaise, dont le siège se situe dans le district de Horowhenua, dans le sud de l'Île du Nord. Son équipe fanion participe à la troisième division des compétitions provinciales de Nouvelle-Zélande, le Heartland Championship.

## Historique
Le premier club de la région, Te Horo Club, a été fondé en 1889. En 1893, les clubs de la région s'agrègent et obtiennent l'agrément de la fédération néo-zélandaise pour devenir une fédération provinciale de plein droit. En 1997, la fédération est rebaptisée Horowhenua-Kapiti pour mieux rendre compte de l'aire géographique qu'elle couvre effectivement.

## Palmarès

### Championnat des provinces
- National Provincial Championship (NPC), troisième division : 
  - Vainqueur (1) : 1993
  - Finaliste (1) : 2005
- Heartland Championship, Lochore Cup : 
  - Finaliste (1) : 2008

### Ranfurly Shield
Horowhenua a tenté à huit reprises de remporter le Ranfurly Shield, sans succès. Cependant, une équipe mixte composée de joueurs de Horowhenua et Manawatu, appelée pour l'occasion Manawhenua, l'a gagné en 1927 face à Wairarapa Bush (18-16). Elle l'a ensuite défendu deux fois avec succès face à Taranaki (9-3) et Wanganui (25-6), avant de le perdre face à Canterbury (6-17). Manawhenua a tenté en vain de récupérer le bouclier à deux autres reprises face à Wairarapa en 1928 (10-31) et 1929 (16-37).
| Année | Adversaire  | Score |
| 1914  | Taranaki    | 14-3  |
| 1923  | Hawke's Bay | 38-11 |
| 1976  | Waikato     | 36-16 |
| 1978  | Waikato     | 42-14 |
| 1980  | Auckland    | 37-03 |
| 1986  | Auckland    | 82-06 |
| 1993  | Auckland    | 80-17 |
| 2015  | Hawke's Bay | 50-16 |

## Anciens joueurs

### All Blacks
Deux joueurs de Horowhenua-Kapiti ont joué pour les All Blacks :
- Joe Karam
- Hohepa (Harry) Jacob

### Autres joueurs
Christian Cullen et Carlos Spencer sont passés par Horowhenua avant d'être recrutés par des provinces de première division.